# Мавзолей Мао Цзэдуна
Мавзолей Мао Цзэдуна (кит. трад. 毛主席紀念堂, упр. 毛主席纪念堂, пиньинь Máo Zhǔxí Jìniàntáng, палл. Мао Чжуси Цзиняньтан, буквально: «Мемориальный зал Председателя Мао»), также Дом памяти Мао Цзэдуна — мавзолей основателя и многолетнего руководителя Коммунистической партии Китая (КПК) и КНР Мао Цзэдуна. Построен в 1976—1977 годах в центральной части площади Тяньаньмэнь в Пекине к югу от Памятника Народным героям по инициативе Хуа Гофэна и по образцу Мемориала Авраама Линкольна.
Одна из пяти действующих по состоянию на 2022 год усыпальниц бывших руководителей социалистических стран (наряду с Мавзолеем В. И. Ленина в Москве, Кымсусанским дворцом Солнца (где забальзамированы Ким Ир Сен и Ким Чен Ир) в Пхеньяне, Домом цветов Иосипа Броз Тито в Белграде и Мавзолеем Хо Ши Мина в Ханое).
Находится в ведении Управления Мемориального зала Председателя Мао при Канцелярии Центрального комитета КПК.

## Архитектура
Мемориальный комплекс имеет протяженность с севера на юг 260 метров и с востока на запад 220 метров, занимая площадь в 57 200 м², а сооружения занимают площадь 33 867 м². Главное здание мемориала имеет длину и ширину 105,5 м и высоту 33,6 м. По периметру здания расставлено 44 гранитных восьмигранных колонны, каждая высотой 17,5 метров. Площадь этого здания составляет более 20 000 м². Над главным входом в комплекс расположена надпись на белом мраморе золотыми иероглифами «Мемориальный комплекс председателя Мао» (кит. 毛主席纪念堂). В мемориале существует 10 залов и открытых комнат.
Северный зал (北大厅). В центре зала расположена мраморная статуя председателя Мао высотой 3,45 м. На стенах изображена гравюра Сюй Куана «Родина» (кит. 祖国大地) длиной 23,74 метра и высотой 6,6 метра. На стеклянном потолке расположено 110 источников света. Зал вмещает 700 человек.
Зал посетителей (瞻仰厅). В центре зала в хрустальном гробу лежат останки председателя Мао Цзэдуна, одетого в серый костюм и покрытого китайским ярко-красным коммунистическим флагом. Основание хрустального гроба изготовлено из чёрного гранита. На входе в зал, на белых мраморных стенах, изображены 17 позолоченных иероглифов «伟大的领袖和导师毛泽东主席永垂不朽» («Вечная память великому вождю и учителю, Председателю Мао Цзэдуну»).
Зал революционных достижений (革命业绩纪念室). Зал посвящён памяти Мао Цзэдуна, Чжоу Эньлаю, Лю Шаоци, Чжу Дэ, Дэн Сяопину, Чэнь Юню и другим пролетарским революционерам. В зале выставлено порядка 102 экспонатов и артефактов, 224 документа, 490 фотографий, письма и картины, повествующие о истории Коммунистической партии Китая. Сегодня в каждом помещении имеется телевизор и электронный сенсорный экран с различной информацией.
Кинозал (电影厅). На втором этаже здания расположен зал, где показывают документальный фильм «Тоска» (кит. 怀念). Этот 20-минутный колоризованный фильм показывает Мао Цзэдуна, Чжоу Эньлая, Лю Шаоци, Чжу Дэ, Дэн Сяопина, Чэнь Юня, революционных лидеров китайского социалистического строительства вместе с китайским народом.
Южный зал (南大厅). На мраморной стене зала выгравированы стихи «满江红·和郭沫若». В зале собраны растения и цветы, а также картины, изображающие китайские достопримечательности.

## Галерея

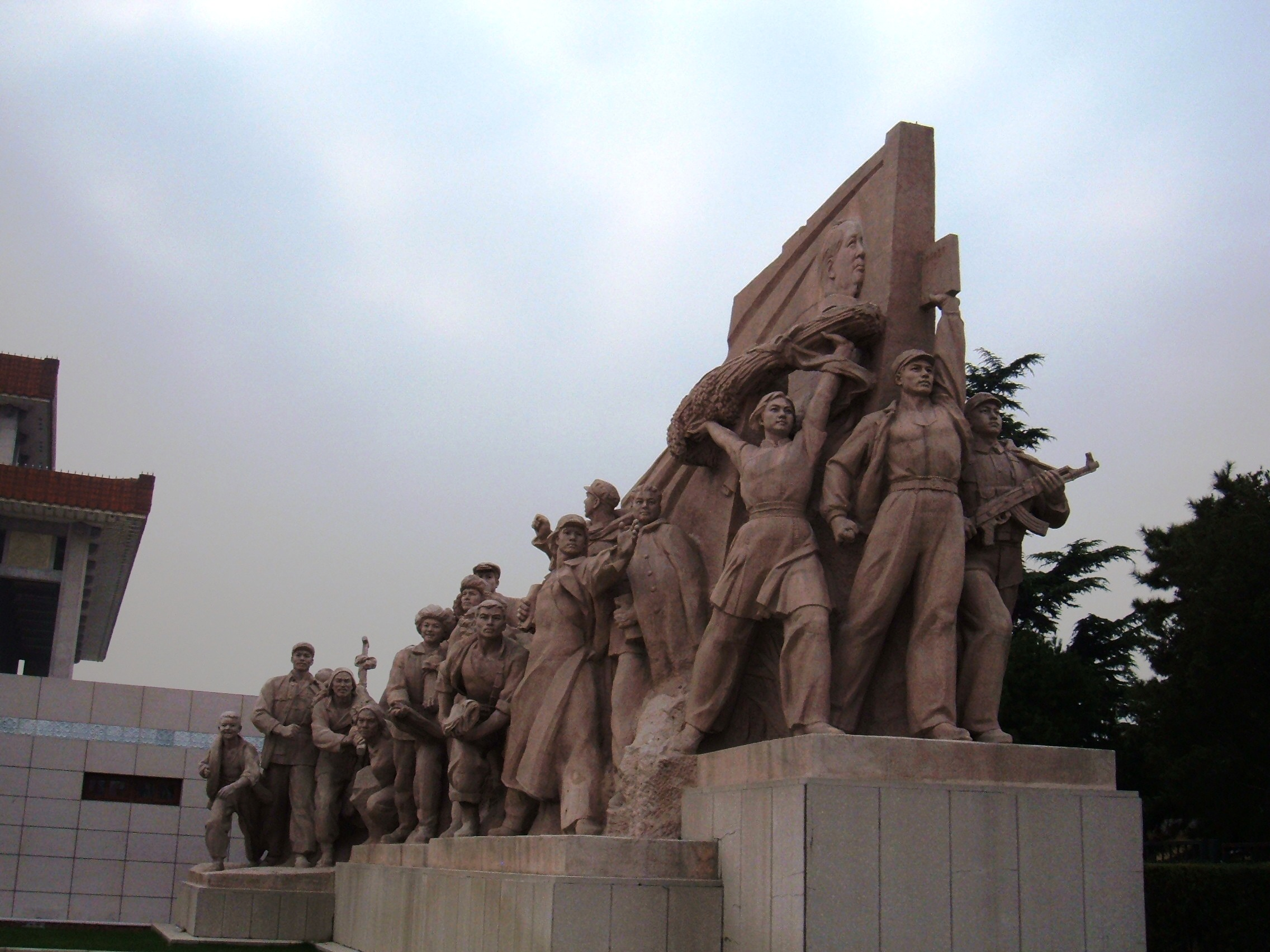
Одна из двух скульптур у подхода к мавзолею
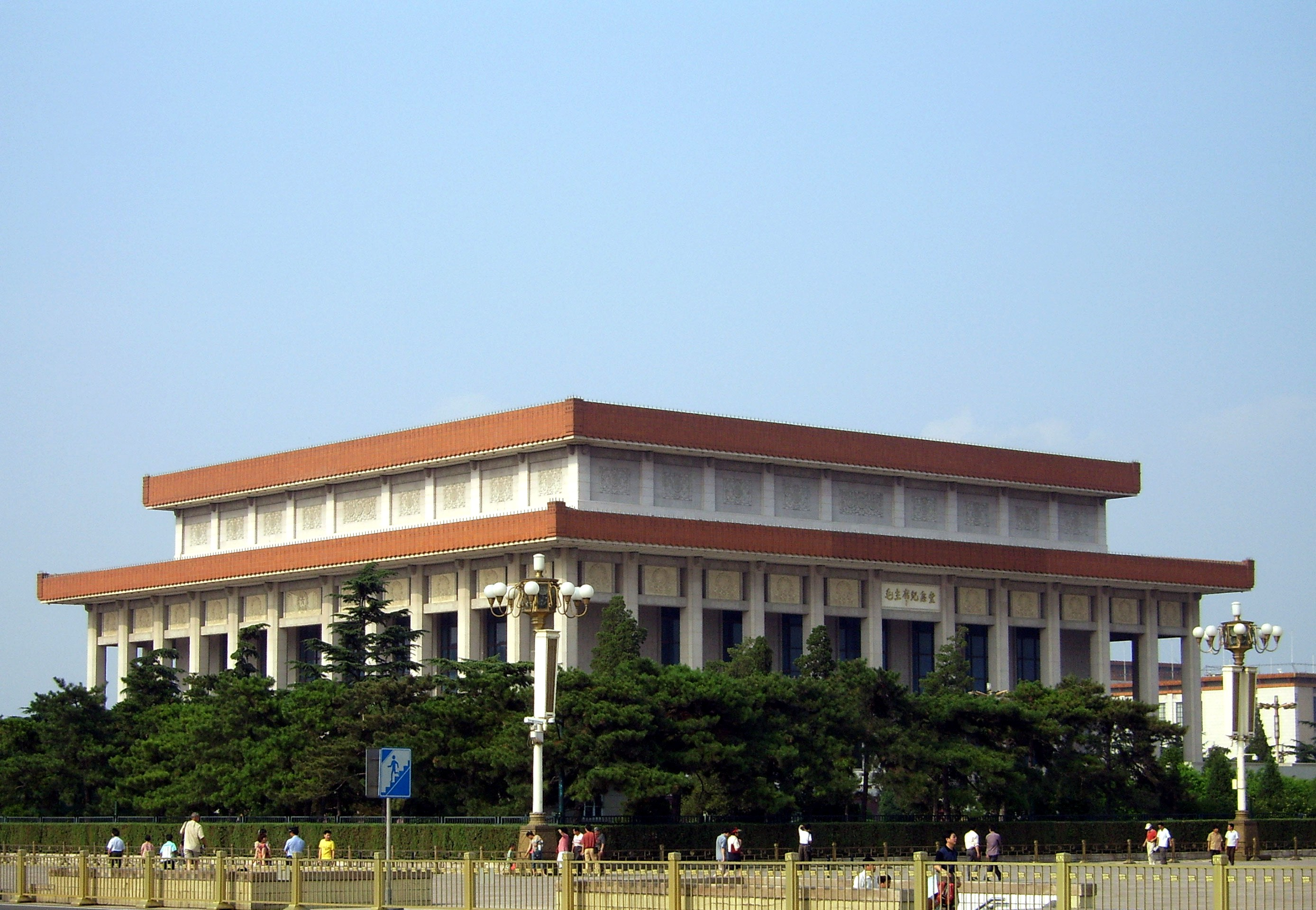
Боковой вид на мавзолей
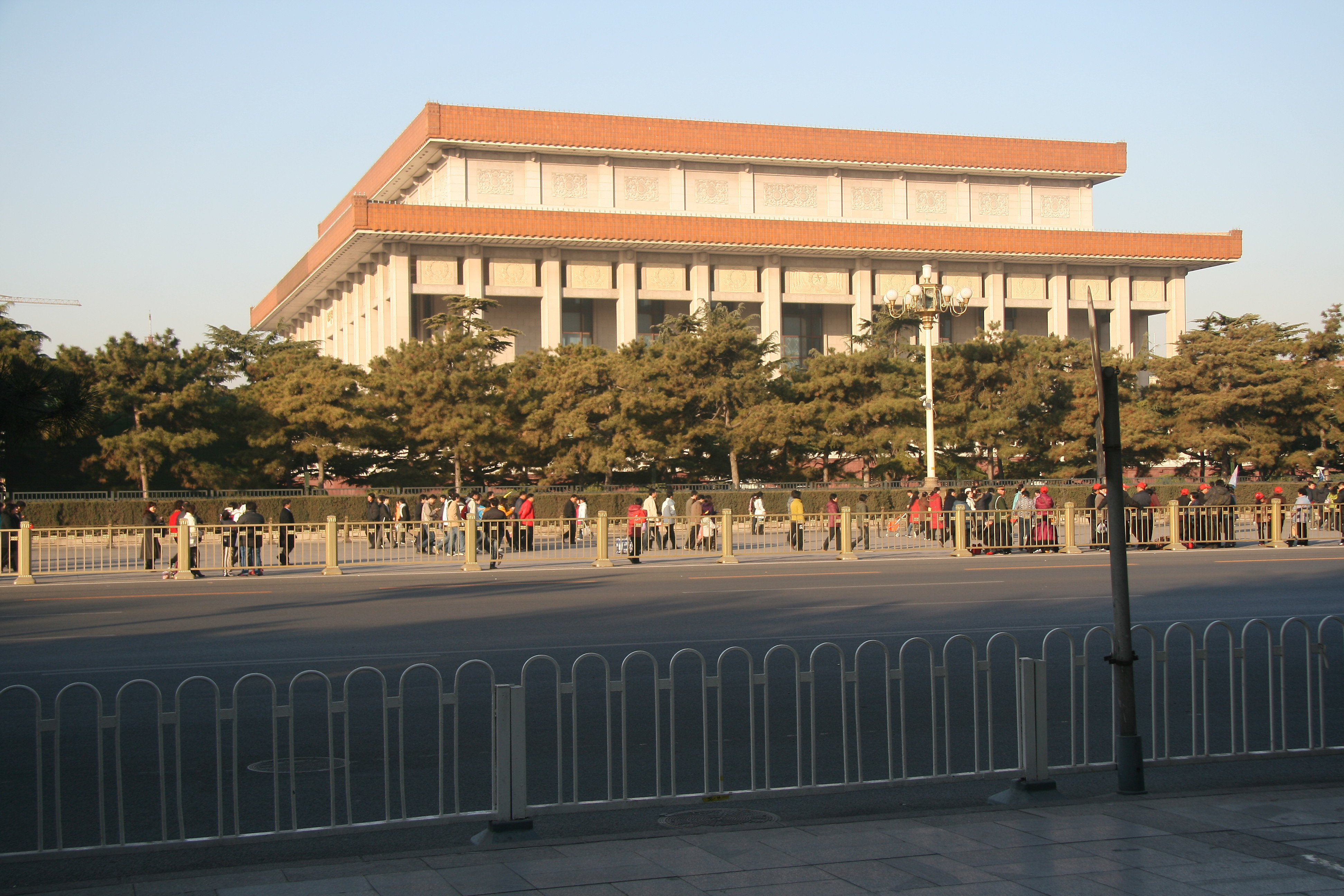
Вид на здание с площади Тяньаньмэнь
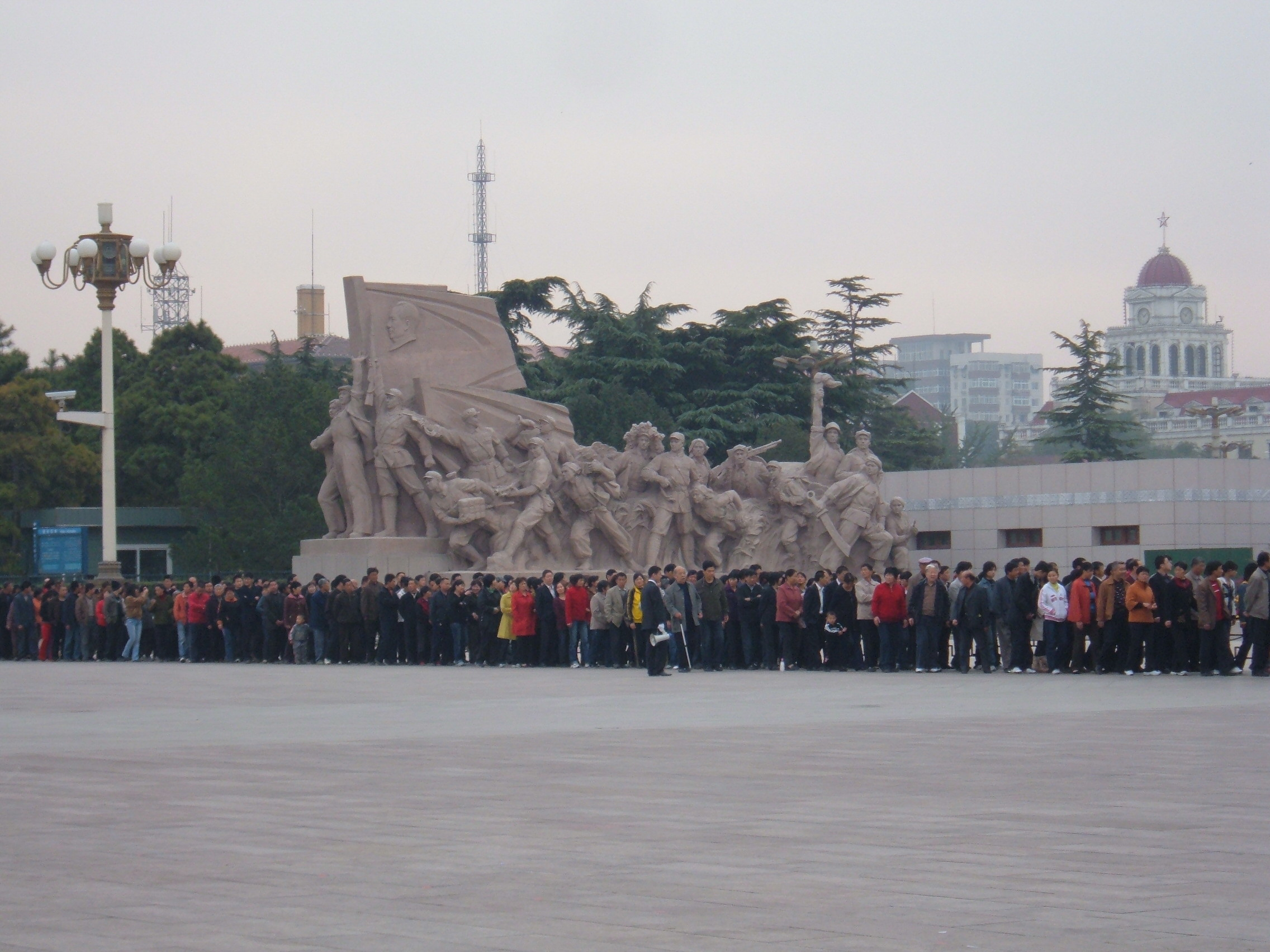
Очередь к мавзолею
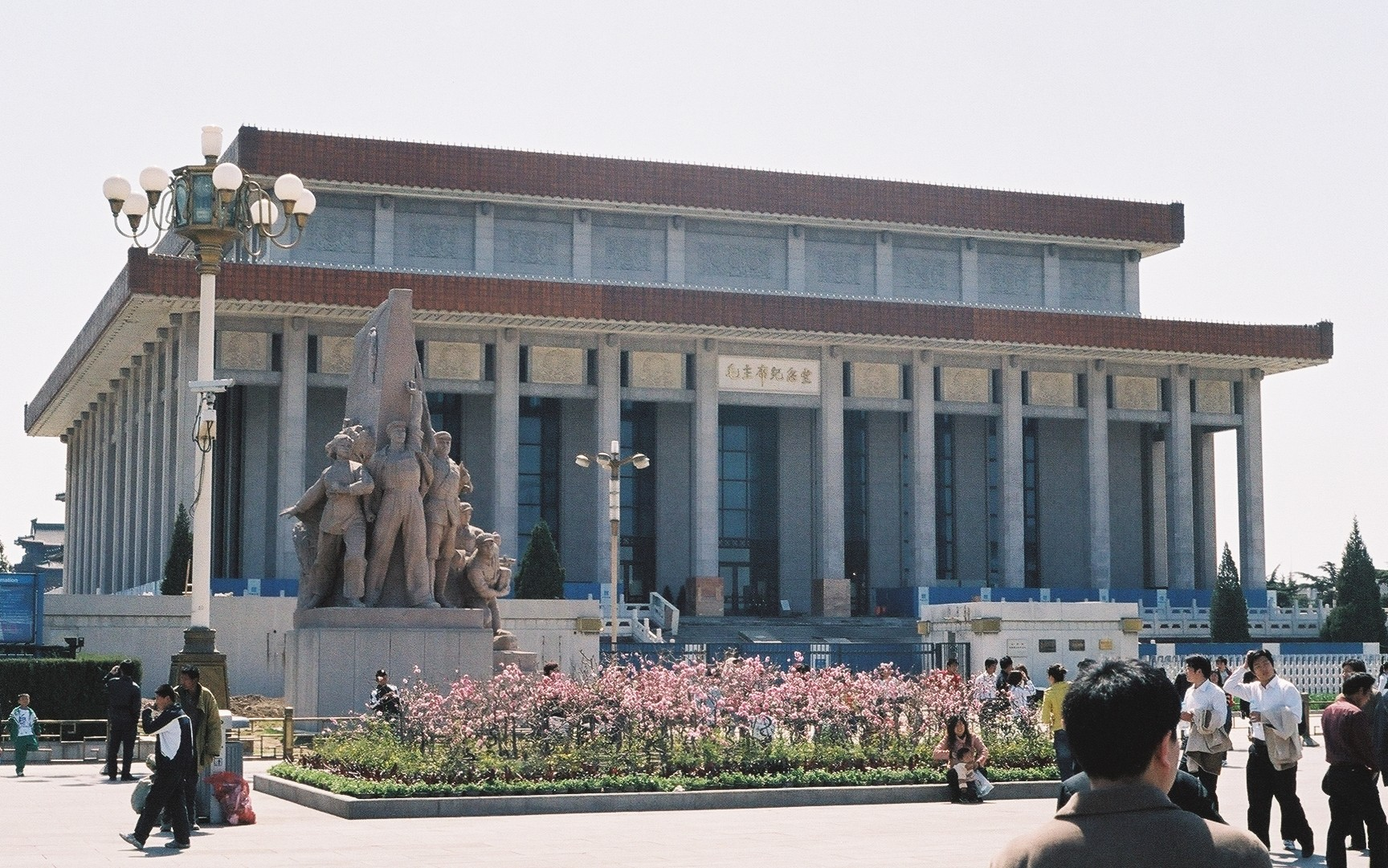
Цветы у входа в усыпальницу